# Обсерватория Taurus-1
Обсерватория Mazzarot-1 — частная астрономическая обсерватория, построенная в 2004 — 2005 годах около города Орша (Белоруссия) опытным любителем астрономии Сергеем Шурпаковым. Первая белорусская обсерватория, получившая код в международном Центре малых планет — A98 в 2006 году.

## История обсерватории
Создал обсерваторию «Mazzarot-1» опытный любитель, охотник за кометами(более 1000 часов визуального поиска), активный их наблюдатель с 1973 года Сергей Шурпаков. Современное, основное здание обсерватории, было построено в 2004 — 2005 годах, но до этого наблюдательный пункт уже существовал как минимум 11 лет. Оно имело форму квадрата 3x3 метра с откатывающейся крышей. 8 июня 2006 года, после консультаций со Станиславом Коротким, создатель обсерватории Сергей Шурпаков, проведя серию наблюдений астероидов, идущих под номерами 434, 660, 612 — регистрирует свою обсерваторию в Центре малых планет.

## Инструменты и приборы обсерватории
- 25-см рефлектор системы Ньютона (D = 254 мм, F = 1200 мм) — для визуальных и ПЗС-наблюдений комет
- 11-см рефлектор системы Ньютона — для фотосъёмки — «Мицар»
- Катадиоптрический телескоп системы Корнеева (D = 150 мм, F = 477 мм) (с мая 2010 года)[1] — для фотосъёмки
- ПЗС-камера QHY-6 (с 2009 года)
- Canon 300D (с осени 2007 года)
- ПЗС-камера Artemis 285AL (с января 2007 года)
- ПЗС-камера DSI RPO (2006 год)
- Видеокамера KPC 600 BH (1999 год)

## Направления исследований
- Наблюдения комет (оценка яркости, угловых размеров и конденсации)
- Поиск ранее не известных комет (более 1000 часов визуального поиска)
- Покрытия звёзд астероидами
- Астрометрия и фотометрия околоземных астероидов
- Фотометрия Новых и сверхновых звёзд
- Поиски ранее не известных астероидов

## Основные достижения
- Первое покрытие звезды астероидом на территории Белоруссии наблюдалось в обсерватории Mazzarot-1 в ночь с 1 на 2 сентября 2003 года. Астероид (402) Хлоя покрыл на 4.17 секунды звезду 9 зв. вел.[2]
- Первая белорусская комета, открытая посредством Интернета в 2010 году (SOHO).
- По состоянию на январь 2015 года Сергей Шурпаков сделал более 2000 оценок. По этому параметру Шурпаков внесён в общемировой список 50 активнейших наблюдателей комет под кодом «SHU» в базе ICQ.[3]
- Поиск комет на SOHO (открыто 32 новых кометы из семейства Крейца и других семейств по состоянию на 1 января 2020).

## Интересные факты
- Первая ПЗС фотометрия комет на территории Белоруссии.
- Обсерватория Mazzarot-1 была первой обсерваторией в Республике Беларусь, получившей код Центра малых планет в 2006 году.
- В обсерватории был установлен самый крупный телескоп в Республике Беларусь (41-см).
- Сергей Шурпаков открыл в общей сложности 95 астероидов, но не на обсерватории Mazzarot-1, а наблюдая на дистанционных обсерваториях Tzec Maun в США и Австралии и в проекте TOTAS.
- Сергей Шурпаков является официальным координатором Ежеквартального Кометного Журнала (журнал «International Comet Quarterly») по Республике Беларусь с 1997 года. Курирует кометные наблюдения.